# エスメラルダ号火炎瓶投擲事件
エスメラルダ号火炎瓶投擲事件（エスメラルダごうかえんびんとうてきじけん）とは、1975年7月23日に沖縄県国頭郡本部町で発生したテロ事件。

## エスメラルダ号について

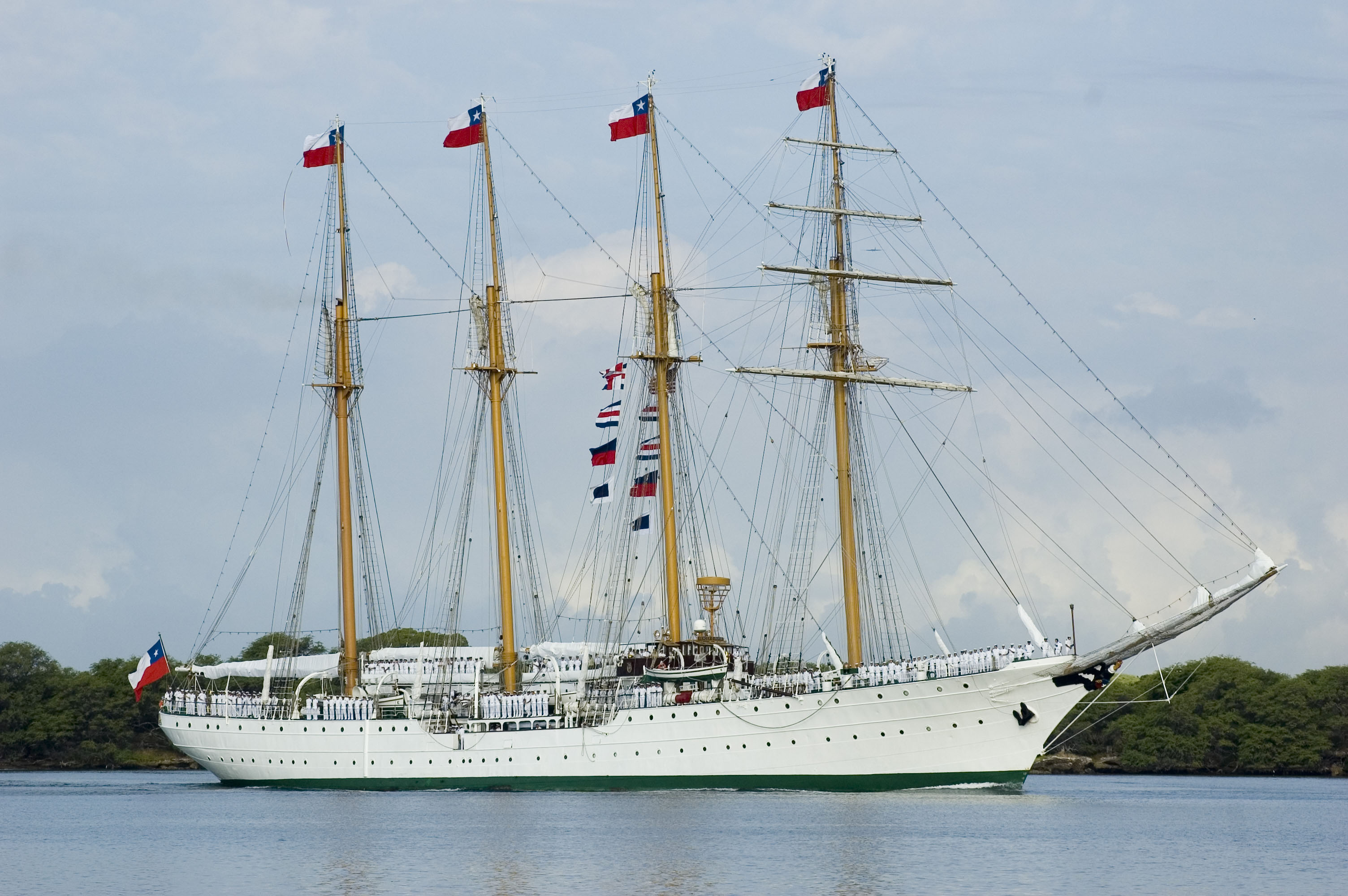
エスメラルダ号

エスメラルダ号は、チリ海軍の練習艦でバーケンティン式の帆船である。チリの「浮かぶ大使館」として名が知られており、1953年の進水以来、世界中の港に寄港している。
このときも海洋博を記念して、エキスポポートに寄港していた。
当時のチリはピノチェト軍事政権下にあり、「ピノチェト独裁」に対する国際世論は厳しいものがあった。このエスメラルダ号も反対派に対する拷問部屋として使われたこともあった。

## 事件の概要
1975年7月23日午前4時40分頃、犯人は沖縄国際海洋博覧会のエキスポポートにモーターボートで乗り付け、停泊していたチリ海軍の練習艦「エスメラルダ号」に火炎瓶2本を投げつけた。うち1本は甲板で炎上し、甲板で仮眠していた乗組員1人が両足に全治二カ月の火傷を負い、もう1人が背中に軽い火傷を負った。
続いて、海洋博協会の船舶「はくよう」と神戸商船大学の練習船「深江丸」にも火炎瓶を投げつけたが、すぐに消し止められ、怪我人はいなかった。海洋博協会の他の船舶が追跡をしたが、見失ってしまった。
沖縄県警察が近くの渡久地新港を捜索したところ、不審なボートを発見した。ボートのエンジンは熱を帯びており、しかも中から火炎瓶が見つかったことから、犯行に使われたボートと断定し付近を捜索した。そして、ずぶ濡れになっている不審者を発見したため逮捕した。
エスメラルダ号の負傷者2人は自衛隊機で東京に搬送され、自衛隊中央病院に入院して治療を受けることになった。チリ政府は「日本・チリ親善関係には影響せず」とし、事を荒だてなかった。

## 犯人
犯人は島根県出身の後藤賢二（当時24歳）であった。後藤は中京大学の学生であったが、約3年前に「小田」の偽名で沖縄に渡航し、日雇い労働で生計を立てていた。大学の方は授業料未納で除籍処分を受けていた。
後藤は日頃から海洋博に反対する言動をほのめかし、「沖縄の人がやらないのなら俺一人でも（テロを）やる」と知人に話していたという。後藤は特定の新左翼党派に属さないノンセクト・ラジカルの活動家であった。事件直前に後藤は仕事を辞め、一旦本土に帰った。そして再度沖縄に渡航し、レンタルボートを物色していたという。
その後の供述から、具体的な標的はエスメラルダ号と三菱グループの三菱海洋未来館であることが明らかになった。エスメラルダ号を狙ったのはピノチェト軍事政権に対する抗議を意味し、三菱海洋未来館を狙ったのは、三菱グループが「死の商人」であるというのが理由であった。エスメラルダ号襲撃の40分前に公衆便所が爆破される事件が発生しており、この事件も後藤の犯行と断定された。
1976年10月27日、那覇地方裁判所は後藤に懲役8年の実刑判決を言い渡した。